# Teratophthalma lactifusa
Teratophthalma lactifusa är en fjärilsart som beskrevs av Hans Ferdinand Emil Julius Stichel 1910. Teratophthalma lactifusa ingår i släktet Teratophthalma och familjen Riodinidae. Inga underarter finns listade i Catalogue of Life.